# Arctia disconjuncta
Arctia disconjuncta là một loài bướm đêm thuộc phân họ Arctiinae, họ Erebidae.